# Pentagramma
Pentagramma, rod papratnjača iz porodice bujadovki, dio je potporodice Cheilanthoideae.  
Na popisu je 6 vrsta iz Sjeverne Amerike (zapadna Kanada, zapadni SAD, sjeverozapadni Meksiko.

## Vrste
1. Pentagramma glanduloviscida Schuettp. & Windham
2. Pentagramma maxonii (Weath.) Schuettp. & Windham
3. Pentagramma pallida (Weath.) Yatsk., Windham & Wollenw.
4. Pentagramma rebmanii (Winner & M.G.Simpson) Schuettp. & Windham
5. Pentagramma triangularis (Kaulf.) Yatsk., Windham & Wollenw.
6. Pentagramma viscosa (Nutt. ex D.C.Eaton) Schuettp. & Windham